# Dixonius
Dixonius is een geslacht van hagedissen dat behoort tot de gekko's (Gekkota) en de familie Gekkonidae.

## Naam en indeling
De wetenschappelijke naam van de groep werd voor het eerst voorgesteld door Aaron Matthew Bauer, Daniel Andrew Good en William Roy Branch in 1997. Sommige soorten werden eerder aan het geslacht van de bladvingergekko's (Phyllodactylus) toegekend. Er zijn dertien soorten, inclusief drie soorten die pas in 2020 werden beschreven en twee soorten zijn sinds 2021 bekend. In veel literatuur wordt hierdoor een lager soortenaantal opgegeven.
De geslachtsnaam Dixonius is een eerbetoon aan de Amerikaanse professor James R. Dixon (1928 – 2015), werkzaam aan de Texas A&M-universiteit en gespecialiseerd in de amfibieën en reptielen.

## Verspreiding en habitat
De hagedissen komen voor in delen van Azië en leven in de landen Vietnam, Cambodja, Thailand en Laos. De habitat bestaat uit droge tropische en subtropische bossen, zowel in laaglanden als in bergstreken, droge tropische en subtropische bossen en rotsige omgevingen. Ook in door de mens aangepaste streken zoals aangetaste bossen, akkers en plantages kunnen de dieren worden aangetroffen.

## Beschermingsstatus
Door de internationale natuurbeschermingsorganisatie IUCN is aan acht soorten een beschermingsstatus toegewezen. Zes soorten worden beschouwd als 'veilig' (Least Concern of LC) en een soort als 'kwetsbaar' (Vulnerable of VU). De soort Dixonius kaweesaki ten slotte wordt gezien als 'ernstig bedreigd' (Critically Endangered of CR).

## Soorten
Het geslacht omvat de volgende soorten, met de auteur en het verspreidingsgebied.
| Naam                      | Auteur                                                                                      | Verspreidingsgebied                        |
| ------------------------- | ------------------------------------------------------------------------------------------- | ------------------------------------------ |
| Dixonius aaronbaueri      | Ngo & Ziegler, 2009                                                                         | Vietnam                                    |
| Dixonius dulayaphitakorum | Sumontha & Pauwels, 2020                                                                    | Thailand                                   |
| Dixonius hangseesom       | Bauer, Sumontha, Grossmann, Pauwels & Vogel, 2004                                           | Thailand                                   |
| Dixonius kaweesaki        | Sumontha, Chomngam, Phanamphon, Pawangkhanant, Viriyapanon, Thanaprayotsak, & Pauwels, 2017 | Thailand                                   |
| Dixonius lao              | Nguyen, Sitthivong, Ngo, Luu, Nguyen, Le & Ziegler, 2020                                    | Laos                                       |
| Dixonius mekongensis      | Pauwels, Panitvong, Kunya, & Sumontha, 2021                                                 | Thailand                                   |
| Dixonius melanostictus    | Taylor, 1962                                                                                | Thailand, Vietnam                          |
| Dixonius minhlei          | Ziegler, Botov, Nguyen, Bauer, Brennan, Ngo, & Nguyen, 2016                                 | Vietnam                                    |
| Dixonius pawangkhananti   | Pauwels, Chomngam, & Sumontha, 2020                                                         | Thailand                                   |
| Dixonius siamensis        | Boulenger, 1899                                                                             | Thailand, Vietnam, Laos, mogelijk Cambodja |
| Dixonius somchanhae       | Nguyen, Luu, Sitthivong, Ngo, Nguyen, Le, & Ziegler, 2021                                   | Laos                                       |
| Dixonius taoi             | Botov, Phung, Nguyen, Bauer, Brennan & Ziegler, 2015                                        | Vietnam                                    |
| Dixonius vietnamensis     | Das, 2004                                                                                   | Vietnam, Cambodja                          |